# Anjouanella comorensis
Anjouanella comorensis is een spinnensoort in de taxonomische indeling van de Mysmenidae.
Het dier behoort tot het geslacht Anjouanella. De wetenschappelijke naam van de soort werd voor het eerst geldig gepubliceerd in 1986 door L. Baert.